# Veeva Systems
Veeva Systems Inc. — компания, специализирующаяся на производстве программного обеспечения для фармацевтической промышленности. Штаб-квартира находится в Плезантоне, штат Калифорния. Была основана в 2007 году Питером Гасснером и Мэттом Уоллахом.  
Компания стала публичной в 2013 году и по состоянию на 28 марта 2018 года ее рыночная капитализация составила 10 миллиардов долларов США.

## Приобретения
В 2015 году Veeva приобрела Zinc Ahead, компанию по разработке программного обеспечения для управления контентом.